# مارکو پیاتسا
مارکو پیاتسا (کرواتی: Marko Pjaca؛ زادهٔ ۶ مهٔ ۱۹۹۵) یک بازیکن فوتبال اهل کرواسی است که به طور قرضی برای باشگاه امپولی بازی می‌کند.